# Kamer van Afgevaardigden (Tsjechië)
Dit overzicht is mogelijk incompleet; u kunt helpen door het uit te breiden.
De Kamer van Afgevaardigden (Tsjechisch: Poslanecká sněmovna) of voluit Kamer van Afgevaardigden van de Tsjechische Republiek (Poslanecká sněmovna Parlamentu České republiky) is het lagerhuis van het Parlement van de Tsjechische Republiek. De Senaat is de andere kamer van het Tsjechische parlement. De Kamer van Afgevaardigden wordt eens in de vier jaar gekozen door de kiesgerechtigde Tsjechische bevolking en heeft 200 leden. De Kamer van Afgevaardigden zetelt in het Thunovský palác.

## Verkiezingen
De kamerleden worden verkozen in rechtstreekse verkiezingen die minimaal eens in de vier jaar worden gehouden. Iedere Tsjechische burger ouder dan 18 jaar heeft stemrecht (mits deze niet is afgenomen) en iedere Tsjechische burger met stemrecht ouder dan 21 jaar kan zich verkiesbaar stellen. Het kiessysteem is een combinatie van evenredige vertegenwoordiging en een districtenstelsel. De kiesdistricten vallen samen met de grenzen van de Tsjechische regio's. Verder kent de Kamer een kiesdrempel van 5 procent.
Abchazië: Parlement · 
Albanië: Kuvendi · 
Andorra: Consell General de les Valls · 
Armenië: Azgayin Zhoghov · 
Azerbeidzjan: Milli Məclis · 
België: Federaal Parlement (Senaat en Kamer) · 
Bosnië en Herzegovina: Parlementarna Skupština · 
Bulgarije: Narodno Sobranie · 
Cyprus: Vouli ton Antiprosópon · 
Denemarken: Folketing · 
Duitsland: Bundestag (en Bundesrat) · 
Estland: Riigikogu · 
Finland: Eduskunta · 
Frankrijk: Parlement (Assemblée nationale en Sénat) · 
Georgië: Parlement · 
Griekenland: Vouli · 
Hongarije: Országgyűlés · 
Ierland: Oireachtas (Dáil en Seanad) · 
IJsland: Alþingi · 
Italië: Parlement (Kamer en Senaat) · 
Kazachstan: Parlamenti (Majilis en Senaat) · 
Kosovo: Assemblee · 
Kroatië: Sabor · 
Letland: Saeima · 
Liechtenstein: Landtag · 
Litouwen: Seimas · 
Luxemburg: Chambre · 
Macedonië: Sobranie · 
Malta: Il-Kamra · 
Moldavië: Parlamentul · 
Monaco: Conseil National · 
Montenegro: Skupština · 
Nagorno-Karabach: Azgayin Zhoghov · 
Nederland: Staten-Generaal (Eerste Kamer en Tweede Kamer) · 
Noord-Cyprus: Cumhuriyet Meclisi · 
Noorwegen: Storting · 
Oekraïne: Verchovna Rada · 
Oostenrijk: Nationalrat · 
Polen: Sejm (en Senat) · 
Portugal: Assembleia da Republica · 
Roemenië: Camera Deputaţilor · 
Rusland: Federatieve vergadering (Staatsdoema en Federatieraad) · 
San Marino: Consiglio Grande e Generale · 
Servië: Narodna skupština · 
Slowakije: Národná Rada · 
Slovenië: Državni Zbor en Državni Svet · 
Spanje: Cortes Generales (Senado en Congreso de los Diputados) · 
Transnistrië: Opperste Sovjet · 
Tsjechië: Parlament (Senaat en Kamer van Afgevaardigden) · 
Turkije: Meclis · 
Verenigd Koninkrijk: Parliament (House of Commons en House of Lords) · 
Wit-Rusland: Nationale Vergadering (Huis van Afgevaardigden en Raad van de Republiek) · 
Zuid-Ossetië: Parlement · 
Zweden: Riksdag · 
Zwitserland: Bondsvergadering (Nationale Raad en Kantonsraad)
Cursief: wijst op een niet of slechts deels erkende staat